# Heisteria silvianii
A Heistéria (Heisteria silvianii); também chamada "Brinco-de-Mulata", "Casco-de-tatu", "Casca-de-tatu", "Estrela-vermelha", "gumbijova", "pau-de-mico", "rapadura" e "umari"; é uma árvoreda família  Erythropalaceae, cujo fruto recebe a mesma denominação.
Trata-se de uma espécie nativa do cerrado e da Mata Atlântica, perenifólia, esciófita ou de luz difusa, sendo característica da floresta ombrófila densa do sul e sudeste do Brasil.
Ocorre, endemicamente, no Brasil, nos estados de Minas Gerais - onde foi inicialmente descrita -, Rio de Janeiro, São Paulo, Paraná, Santa Catarina e Rio Grande do Sul.
A planta tem uma altura média entre 8–15 m, completamente glabra em todas as suas partes, dotada de copa arredondada e densa, com tronco curto e cilíndrico, de 30–40 cm de diâmetro, revestido por casca áspera de cor pardacenta. Folhas alternas, com pecíolo ruguloso de 8–12 mm; lâmina oblongo-elíptica até oblonga, de ápice obliquamente atenuado e base cuneada, cartácea, discolor, de margens revolutas, com glândulas laticíferas, de 5–132 cm de comprimento por 2–4 cm de largura, com nervuras secundárias numerosas e central sulcada na face superior e saliente na inferior. Inflorescências em fascículos axilares com 6-12 flores. A madeira é de boa qualidade, sendo dura ao corte e resistente ao apodrecimento. A floração ocorre de agosto a dezembro, frutificando de dezembro a fevereiro. Os frutos, tipo drupa globosa, com polpa suculenta e escassa, são comestíveis e saborosos (LORENZI 2009, p. 282). São também utilizados para cultivo em reflorestamentos mistos, ou para arborização urbana, por servirem de alimento para a avifauna.
Após o plantio das sementes, a emergência ocorre entre 30 e 40 dias, com baixa taxa de germinação, em experimentos in vitro a taxa de germinação fica em torno de 100 %. O crescimento das plantas no campo é considerado lento.
Esta espécie, por sua raridade na Mata Atlântica, está na lista de espécies ameaçadas, constando na lista da flora com risco de extinção do estado do Rio Grande do Sul como Criticamente em Perigo Decreto Estadual 42.099/2003).